# افرای ارغوانی چینی
افرای ارغوانی چینی (نام علمی: Acer sinopurpurascens) نام یک گونه از سرده افرا است.